# 법인세
법인세(法人稅, corporation tax or company tax)는 국세의 일종으로, 법인의 소득금액 등에 과세 표준대로 부과되는 세금이다. 직접세, 광의의 소2득세인 법인세는 보통 국가 수준에서 부과되지만, 일부 국가에서는 주정부 또는 지방정부 수준에서 부과될 수도 있다. 법인세는 세금의 성격에 따라 소득세 또는 자본세라고 할 수 있다.
법인세의 목적은 기업이 벌어들인 이익에 대해 세금을 부과함으로써 정부의 세입을 창출하는 것이다. 세율은 나라마다 다르며, 보통 법인의 순이익이나 자본의 비율로 계산한다. 법인세율도 국내 법인과 외국 법인에 따라 다를 수 있다.
많은 나라들은 어디서 소득을 얻는지에 관계없이 기업들이 그들의 전세계 소득에 대해 세금을 내도록 요구하는 세법을 가지고 있다. 하지만, 일부 국가들은 자국 내에서 벌어들인 수입에 대해서만 법인이 세금을 내도록 요구하는 영토세 제도를 가지고 있다.
국가의 법인세는 다음에 적용될 수 있다.
- 국내에 법인을 설립한 법인,
- 해당 국가의 수입으로 해당 국가에서 사업을 영위하는 법인,
- 그 나라에 영구적인 사업장을 가지고 있는 외국 법인 또는
- 그 나라의 조세 목적상 거주하는 것으로 간주되는 법인들

과세 대상이 되는 회사 소득은 개인 납세자의 과세 소득과 매우 유사하게 결정되는 경우가 많다. 일반적으로 세금은 순이익에 부과된다. 일부 관할 지역에서는 회사에 대한 과세 규정이 개인에 대한 과세 규정과 크게 다를 수 있다. 특정기업 행위 또는 유형의 기업은 세금을 면제받을 수 있다.
기업 과세의 발생은 경제학자들과 정책 입안자들 사이에서 중요한 논쟁의 주제이다. 법인세의 일부가 자본가, 근로자, 주주에게 귀속된다는 증거가 있지만 세금의 궁극적인 발생 원인은 해결되지 않은 문제이다.

## 경제학적 관점
경제학자들은 법인세 부담이 자본가, 근로자, 소비자, 토지 소유자에게 어느 정도로 돌아가는지, 법인세가 경제성장과 경제 불평등에 어떤 영향을 미치는지에 대해 의견이 엇갈리고 있다. 미국과 같은 대규모 개방 경제권에서는 아마도 더 많은 부담이 자본에 돌아갈 것이다. 어떤 연구들은 노동에 더 많은 부담을 준다고 주장한다. "회귀분석 결과 한계주 법인세율이 1%포인트 오르면 임금이 0.14~0.36% 감소하는 것으로 나타났다." 다른 연구들도 있었다. Adam Smith Institute에 따르면, "Clasing (2012), Gravelle (2010), Auerbach (2005) 세 가지 최고의 리뷰는 기본적으로 세금의 대부분이 노동이 아닌 자본에 귀속된다"는 결론을 내린다.
2022년 메타분석 결과 법인세가 경제성장에 미치는 영향이 과장된 것으로 나타나 법인세가 경제성장에 미치는 영향이 0일 가능성도 배제할 수 없었다.

## 법적체계
법인세는 특정 관할 구역의 법인 수준에서 과세되는 법인의 순이익에 부과되는 세금이다. 법인세의 순이익은 일반적으로 재무제표에 수정된 순이익이며 각 국가의 세금 시스템 내에서 매우 자세하게 정의될 수 있다. 이러한 세금에는 소득세 또는 기타 세금이 포함될 수 있다. 대부분의 국가의 조세제도는 특정 유형의 법인(회사 또는 법인)에 대해 법인 수준에서 소득세를 부과한다. 세율은 관할 구역에 따라 다르다. 세금에는 자산, 급여 또는 대체 방식으로 계산된 소득과 같은 대체 기반이 있을 수 있다.
대부분의 국가에서는 특정 유형의 기업 행사 또는 거래에 대해 소득세를 면제한다. 예를 들어, 자본 비용으로 취급되는 회사의 설립 또는 개편과 관련된 이벤트 또한 대부분의 시스템은 법인 및 그 구성원의 청산 또는 해산시 과세에 대한 특정 규칙을 제공한다.
과세 기준의 감면(세금 공제)으로 자금 조달비용이 허용되는 시스템에서는 회원이 제공하는 자금 조달 클래스를 구별하는 규칙이 적용될 수 있다. 이러한 시스템에서, 이자비용 항목은 공제 가능할 수 있고, 아마도 제한될 수 있는 반면, 배당금 항목은 그렇지 않을 수 있다. 일부 시스템은 부채 대 자본 비율과 같은 간단한 공식에 따라 공제를 제한하는 반면 다른 시스템에는 더 복잡한 규칙이 있다.
일부 시스템은 관련 기업 그룹이 그룹 내 모든 구성원의 손실, 신용 또는 기타 항목으로부터 이익을 얻을 수 있는 메커니즘을 제공한다. 메커니즘에는 결합 또는 통합 수익뿐만 아니라 그룹 구제(다른 회원의 항목에서 직접 혜택)가 포함된다.
많은 시스템은 회사의 배당금 또는 기타 배당금에 대해 해당 기업의 주주에게 추가로 세금을 부과한다. 일부 시스템은 법인 및 회원 과세의 부분적 통합을 제공한다. 이것은 "전가 시스템" 또는 프랭크 크레딧에 의해 달성될 수 있다. 과거에는 법인이 회원세를 선불로 납부하는 메커니즘이 존재했으며, 이러한 납부는 법인 수준의 세금을 상쇄했다.
많은 시스템 (특히 하위 국가 수준 시스템)은 특정 기업 속성에 세금을 부과한다. 이러한 비소득세는 발행 또는 승인된 자본금(주식수 또는 가치), 총자본, 순자본 또는 기업 고유의 기타 조치를 기반으로 할 수 있다.
다른 법인과 마찬가지로 기업은 다른 사람에게 특정 종류의 지불을 할 때 원천징수 의무가 적용될 수 있다. 이러한 의무는 일반적으로 법인의 세금이 아니지만 시스템은 그러한 세금을 원천징수하고 지불하지 않은 법인 또는 임원 또는 직원에게 벌금을 부과할 수 있다. 회사는 주주와 독립적이고 별개의 존재를 가진 법인으로 정의되었다. 회사의 수입은 회사의 손에 별도로 계산되고 평가된다. 어떤 경우에는 회사에서 배당금으로 주주에게 분배하는 것이 주주에 대한 소득으로 과세된다.
법인 재산세, 근로소득세, 원천징수세, 소비세, 관세, 부가가치세 및 기타 일반 세금은 일반적으로 "법인세"라고 하지 않는다.

## 과세유형
대부분의 관할 구역은 영국 또는 미국과 같이 소득에 대해 기업에 세금을 부과한다. 미국은 대부분의 법인소득 유형에 21%의 세금을 부과한다.
미국은 개인과 동일한 세법 체계에 따라 기업에 세금을 부과하지만 법인 및 개인 또는 법인으로 보는 단체의 고유한 성격과 관련된 차이점이 있다. 개인은 형성, 합병 또는 획득되지 않는다. 기업은 개인에게 보상하는 방법 외에는 의료비를 부담하지 않는다.
대부분의 시스템은 국내외 기업에 세금을 부과한다. 종종 국내 기업은 전 세계 소득에 대해 과세되는 반면, 외국 기업은 관할 구역내 원천소득에 대해서만 과세한다.

### 과세 소득
미국은 법인에 대한 과세 소득을 모든 총 소득, 즉 판매액과 기타 소득에서 판매 원가를 뺀 금액 및 면세 소득에서 허용 가능한 세금 공제를 뺀 금액으로 정의한다.
미국 법인세 제도는 소득 또는 공제 시기, 특정 소득에 대한 세금 면제, 특정 세금 공제의 불허 또는 제한과 같은 재무회계 원칙과 다른 소득 인식 및 공제 원칙의 차이를 스케줄 M-3에서 양식 1120에 비중소기업에 대해 상세하게 공개할 것을 요구한다.
미국은 거주 기업, 즉 국내 법인에 대해 전 세계 소득에 대해 세금을 부과하고 비거주 외국 기업에 대해서는 미국내 원천소득에 대해서만 세금을 부과한다. 홍콩은 거주 및 비거주 기업에 국내 출처의 소득에 대해서만 세금을 부과한다.

## 나라별 법인세율

### 북미
| 국가   | 법인세율(지방세 포함) (2020) | 법인세율(지방세 포함) (2021) | 법인세율(지방세 포함) (2022) |
| ------ | ---------------------------- | ---------------------------- | ---------------------------- |
| 캐나다 | 26.3%                        | 26.2%                        | 26.2%                        |
| 미국   | 25.8%                        | 25.8%                        | 25.8%                        |

### 중남미
| 국가   | 법인세율(지방세 포함) (2020) | 법인세율(지방세 포함) (2021) | 법인세율(지방세 포함) (2022) |
| ------ | ---------------------------- | ---------------------------- | ---------------------------- |
| 멕시코 | 30%                          | 30%                          | 30%                          |
| 칠레   | 10%                          | 10%                          | 10%                          |

### 유럽
| 국가       | 법인세율(지방세 포함) (2020) | 법인세율(지방세 포함) (2021) | 법인세율(지방세 포함) (2022) |
| ---------- | ---------------------------- | ---------------------------- | ---------------------------- |
| 오스트리아 | 25%                          | 25%                          | 25%                          |
| 벨기에     | 25%                          | 25%                          | 25%                          |
| 체코       | 19%                          | 19%                          | 19%                          |
| 덴마크     | 22%                          | 22%                          | 22%                          |
| 에스토니아 | 20%                          | 20%                          | 20%                          |
| 핀란드     | 20%                          | 20%                          | 20%                          |
| 프랑스     | 32%                          | 28.4%                        | 25.8%                        |
| 독일       | 29.8%                        | 29.8%                        | 29.8%                        |
| 그리스     | 24%                          | 22%                          | 22%                          |
| 헝가리     | 9%                           | 9%                           | 9%                           |
| 아이슬란드 | 20%                          | 20%                          | 20%                          |
| 아일랜드   | 12.5%                        | 12.5%                        | 12.5%                        |
| 이탈리아   | 27.8%                        | 27.8%                        | 27.8%                        |
| 룩셈부르크 | 24.9%                        | 24.9%                        | 24.9%                        |
| 네덜란드   | 25%                          | 25%                          | 25.8%                        |
| 노르웨이   | 22%                          | 22%                          | 22%                          |
| 폴란드     | 19%                          | 19%                          | 19%                          |
| 포르투갈   | 31.5%                        | 31.5%                        | 31.5%                        |
| 슬로바키아 | 21%                          | 21%                          | 21%                          |
| 슬로베니아 | 19%                          | 19%                          | 19%                          |
| 스페인     | 25%                          | 25%                          | 25%                          |
| 스웨덴     | 21.4%                        | 20.6%                        | 20.6%                        |
| 스위스     | 21.1%                        | 19.7%                        | 19.7%                        |
| 영국       | 19%                          | 19%                          | 19%                          |

### 아시아
| 국가     | 법인세율(지방세 포함) (2020) | 법인세율(지방세 포함) (2021) | 법인세율(지방세 포함) (2022) |
| -------- | ---------------------------- | ---------------------------- | ---------------------------- |
| 이스라엘 | 23%                          | 23%                          | 23%                          |
| 일본     | 29.7%                        | 29.7%                        | 29.7%                        |
| 대한민국 | 27.5%                        | 27.5%                        | 27.5%                        |
| 튀르키예 | 22%                          | 25%                          | 23%                          |

### 오세아니아
| 국가           | 법인세율(지방세 포함) (2020) | 법인세율(지방세 포함) (2021) | 법인세율(지방세 포함) (2022) |
| -------------- | ---------------------------- | ---------------------------- | ---------------------------- |
| 오스트레일리아 | 30%                          | 30%                          | 30%                          |
| 뉴질랜드       | 28%                          | 28%                          | 28%                          |

## 같이 보기
- 세계의 세율